# حشمت رئیسی
سید حشمت‌الله رئیسی یک کمونیست و عضو پیشین سازمان چریک‌های فدایی خلق ایران است.

## زندگی
رئیسی در نقش یک چریک، با دودمان پهلوی می‌جنگید و در اواخر دهه ۱۳۴۰ خورشیدی، دستگیر و زندانی شد. پس از انقلاب ایران، وی از زندان آزاد شد و عضو کمیته مرکزی سازمان چریک‌های فدایی خلق شد. وی علی‌رغم کسب ۹۰٬۶۴۱ رای در سال ۱۳۵۸، موفق به تصاحب کرسی مجلس خبرگان قانون اساسی از حوزه انتخابیه تهران نشد.